# Sveriges Skateboardförbund
Sveriges Skateboardförbund är den organisation som företräder idrotten skateboard i Sverige, det bildades i januari 2012 och blev som specialidrottsförbund medlem i Riksidrottsförbundet 2013.